# سلاتینا، یاگودینا
سلاتینا (صربی: Slatina یک روستا در صربستان است که در یاگودینا واقع شده‌است.
 سلاتینا  ۲۲۸ نفر جمعیت دارد.